# Ягала (концентрационный лагерь)
Я́гала (эст. Jägala) — концентрационный лагерь, располагавшийся на бывшем артиллерийском полигоне эстонской армии недалеко от деревни Ягала, в местечке Калеви-Лийва, в 30 километрах от Таллина. Существовал с августа 1942 по сентябрь 1943 года под контролем полиции безопасности и СД генерального округа «Эстония».

## История
Официально Ягала был «лагерем трудового воспитания» для принудительных лесных и полевых работ. В лагере размещались евреи, депортированные в Эстонию из других стран, таких как Литва, Чехословакия, Германия и Польша. Около 3000 евреев, которые не были пригодны для работ, по прибытии на железнодорожную станцию Раазику, были взяты со станции и расстреляны в Калеви-Лийва.
В лагере никогда не содержалось более 200 заключённых и продолжительность их жизни составляла всего несколько месяцев. В ноябре 1942 года. сообщалось, что в лагере содержалось 53 мужчины и 150 женщин. Большинство заключённых в конечном итоге были переведены в Таллиннскую центральную тюрьму, начиная с декабря 1942 года, а остальные — в июне и июле. К сентябрю 1943 года лагерь был закрыт, а большинство оставшихся заключённых были расстреляны.
Оценки количества убитых в концентрационном лагере Ягала различаются. Советские следователи пришли к выводу, что здесь было убито от 2 до 3 тысяч человек, но в приговоре было записано 5 тысяч (по определению Чрезвычайной государственной комиссии в 1944 году).